# 카산드라

카산드라, 이블린 드 모르간 작

카산드라(Cassandra)는 프리아모스 왕과 헤카베의 딸이다.

## 신화
아폴론은 카산드라를 사랑하게 되었는데, 그녀를 유혹하려고 예언(豫言) 능력을 주었다. 그러나 카산드라는 예언하는 능력을 가지게 되자, 아폴론은 신이기에 늙지 않고 죽지 않는다지만, 자신은 인간이었기에 늙고 죽는다는 것을 알았다. 즉 자신이 나중에 늙거나 병이 들면 아폴론은 자신을 버리고 다른 여자와 사귈 것이라는 알게 된 것이다. 그래서 아폴론이 자기를 끌어안자 그를 밀쳐냈고, 아폴론은 크게 진노하여 그녀의 입 안에 침을 뱉었다. 그 뒤로 카산드라가 하는 예언을 더 이상 아무도 믿지 않게 되었다.
카산드라는 트로이 군에게 목마를 도시 안으로 들어보내지 말라고 경고했지만, 트로이 군은 그녀의 말을 무시하였고 때문에 그리스 군이 들어가 숨은 목마로 인해 전쟁에서 패했다.
이후 그리스 군이 전리품을 나눠가질 때 아가멤논의 차지가 되었으나, 아가멤논이 클리타임네스트라의 애인인 아이기스토스에게 살해당할 때, 클리타임네스트라의 칼에 찔려 살해당했다.

## 같이 보기
- 카산드로스